# わが分裂の花咲ける時
『わが分裂の花咲ける時』（わがぶんれつのはなさけるとき）は、藤子不二雄Ⓐによる日本の読切漫画作品。ブラックユーモア短編の1作。『COM』（虫プロ商事）1971年2月号に掲載。

## 物語
浪人生の喜一は受験のプレッシャーから現実逃避を繰り返し、やがてパラノイアになる。その妄想の中では祭りが行われていた。現実とのせめぎあいの中で妄想はその強度を増し、重度の分裂病（統合失調症）に達した喜一。祭りはいつまでも終わらない……

## 解説
前号の『ひっとらぁ伯父サンの情熱的な日々』に続く『白い童話』シリーズの第2作。物語らしい物語はほとんどなく、妄想の描写が作品の主幹を成している。こうした描写が原因となってか、初出以来単行本などには一切収録されていない。なお作中の随所に「禅祝三」なる人物の散文詩が挿入されているが、これは作者である藤子本人の変名で、こうした演出は後年の『愛…しりそめし頃に…』などでも施されている。